# 斯图尔特定理

斯图尔特定理

斯图尔特定理（英語：Stewart's Theorem），或译史都華定理、斯特瓦尔特定理、斯图沃特定理，又稱為阿波羅尼奧斯定理。它說明：
在三角形{\displaystyle ABC}的邊{\displaystyle BC}上任意取一點{\displaystyle P}，則：
{\displaystyle {\overline {PC}}\ {\overline {AB}}^{2}+{\overline {PB}}\ {\overline {AC}}^{2}=({\overline {PB}}+{\overline {PC}})({\overline {PA}}^{2}+{\overline {PB}}\ {\overline {PC}})}。
該定理由蘇格蘭數學家馬修·斯圖爾特在1746年發表。這個定理以他的名字命名，來紀念他的貢獻。

## 证明
设a与p的交点为P。
对互补角APB和APC应用余弦定理，可得：
{\displaystyle b^{2}=p^{2}+y^{2}-2py\cos {\theta }\,}
{\displaystyle c^{2}=p^{2}+x^{2}+2px\cos {\theta }.\,}
把第一个等式乘以x，把第二个等式乘以y ：
{\displaystyle xb^{2}=xp^{2}+xy^{2}-2pxy\cos {\theta }\,}
{\displaystyle yc^{2}=yp^{2}+yx^{2}+2pxy\cos {\theta }.\,}
两式相加，得：
{\displaystyle xb^{2}+yc^{2}=(x+y)p^{2}+xy(x+y),\,}
证毕。

## 历史
据 Hutton & Gregory (1843，p.220) 所述，Stewart 于 1746 年发表这一结果，当时他正竞选爱丁堡大学数学教授之职。Coxeter & Greitzer (1967，p.6) 指出，这一定理可能在公元前300年左右就已经为阿基米德所知。他们接着说（错误地），第一个已知的证明是由 R. Simson 于 1751 年提供。Hutton & Gregory (1843 年) 指出，这一定理在 1748 年被 Simson 使用，1752 年被 Simpson 使用，并且它在欧洲的首次出现是由 Lazare Carnot 于1803 年给出。
1. ↑  .   [2020-09-06]. （原始内容存档于2020-11-12）.